# 黄进 (法学家)
黄进（1958年12月—），男，湖北利川人，中国法学家、法学教育家。自2009年至2019年担任中国政法大学校长。

## 生平

### 教育经历
1982年本科毕业于湖北财经学校（现在的中南财经政法大学）。1985年2月至1988年2月，武汉大学法学院法学博士学位（国际私法方向，师从法学家韩德培）。

### 工作经历
1999年到2003年任武汉大学教务部部长，法学院教授。
2003年直到2009年任武汉大学副校长，在恩师韩德培去世后辞去武汉大学副校长的职务，赴北京就任中国政法大学校长。
2019年5月22日，离任中国政法大学校长。